# Дэшл, Том
Томас Эндрю Дэшл (англ. Thomas Andrew Daschle; род. 9 декабря 1947) — американский сенатор от штата Южная Дакота с 1987 по 2005 год, лидер демократов в Сенате, член Палаты представителей с 1978 по 1987 год, советник сенатора от Южной Дакоты Джеймса Абурезка с 1973 по 1978 год. Работал в юридической фирме Alston & Bird, лоббировал в Конгрессе интересы американских фармацевтических компаний. Входил в консультационные советы компаний Intermedia Partners, BP America Incorporated, был членом советов директоров исследовательского института «Центр за Американский прогресс», Mayo Clinic, CB Richard Ellis, Mascoma, Prime BioSolutions, а также независимой организации по поддержке свободы слова Freedom Forum. Член Совета по международным отношениям. В 2009 году был выдвинут на пост министра здравоохранения и социального обеспечения США, однако вынужден был отказаться должности из-за скандала, связанного с неуплатой налогов.

## Биография
Томас «Том» Эндрю Дэшл (Thomas «Tom» Andrew Daschle) родился 9 декабря 1947 года в Абердине, штат Южная Дакота. Его отцом был Себастьян «Дэш» Дэшл (Sebastian «Dash» Daschle). Родители Себастьяна Дэшла были российскими немцами и жили в немецкой католической колонии Кляйнлибенталь близ Одессы. Они эмигрировали в США в конце XIX века после того, как в 1872 году Александр II отобрал у немцев ряд привилегий, в том числе право не служить в армии. Себастьян работал школьным учителем, а позже стал владельцем фирмы по продаже автомобильного электрооборудования — Nelson Auto Electric. Мать Дэшла — Элизабет Майер (Elizabeth Meier) была домохозяйкой. Родители Дэшла были католиками и, как и большинство католиков того времени, поддерживали Демократическую партию США.
Дэшл учился в католической школе и уже в том возрасте увлекался политикой. Его кумиром был избранный президентом в 1961 году Джон Кеннеди (John F. Kennedy). В 1965 году Дэшл поступил в Университет штата Южная Дакота (South Dakota State University). Там он состоял в студенческом братстве «Альфа Фи Омега» (Alpha Phi Omega) и был активным участником университетского политического клуба, где отстаивал идеи Демократической партии, выступал за окончание войны во Вьетнаме, отмену призыва в армию, государственный контроль за распространением оружия и введение минимальной заработной платы. Дэшл окончил университет в 1969 году со степенью бакалавра политологии.
За время обучения в университете Дэшл стал активным сторонником сенатора-демократа Джорджа Макговерна (George McGovern), который был известен как критик войны во Вьетнаме. Дэшл был помощником Макговерна во время выборов в Сенат от Южной Дакоты в 1968 году и выборов в президенты США в 1972 году. Макговерн проиграл президентские выборы Ричарду Никсону (Richard Nixon). С 1969 по 1972 год Дэшл проходил обучение по программе подготовки офицеров резерва (ROTC) на базе стратегического авиакомандования ВВС в Омахе, штат Небраска, где занимался анализом спутниковых фотоснимков.
В 1973 году Дэшл переехал в Вашингтон и стал советником сенатора от Южной Дакоты Джеймса Абурезка (James Abourezk), арабо-американца, известного своими критическими высказываниями против президента Никсона и войны во Вьетнаме, а также требованиями, чтобы США прекратили поддерживать Израиль. Дэшл сопровождал Абурезка во время его поездок на Ближний Восток и консультировал его по внешнеполитическим вопросам. В 1977 году Дэшл вернулся в Южную Дакоту, где работал в штабе Абурезка.
В 1978 году Дэшл решил сам избираться в Конгресс, в Палату представителей. В своей предвыборной программе Дэшл обращался к понятиям, которые были близки республиканцам: в частности, он требовал сокращения расходов государственного бюджета. По итогам голосования Дэшл прошёл в Палату представителей с перевесом всего в 139 голосов. Дэшл стал одним из лидеров демократов в Палате, хотя многие критики констатировали, что он далеко отошёл от демократических принципов и часто голосовал как республиканец. Тем не менее, Дэшл переизбирался в Палату представителей 4 раза подряд, оставив пост только в начале 1987 года.
В 1980 году Дэшл на внутрипартийных выборах кандидата в вице-президенты США набрал 0,30 процентов голосов делегатов съезда.
В 1986 году Дэшл победил на выборах в Сенат, став представителем Южной Дакоты. Он вошёл в комитет по финансам. Эксперты отмечали его центристскую политическую позицию — такую же после победы на выборах занял президент Билл Клинтон. В 1992 году Дэшл одержал легкую победу на перевыборах, а в 1995 году сменил Джорджа Митчелла (George J. Mitchell) на посту главы демократического меньшинства в Сенате. Впоследствии Дэшл принимал участие в работе комитета Сената по вопросам сельского хозяйства, питания и лесоводства, а также комитетах по проблемам ветеранов, этики и индейских меньшинств. Кроме того, он предпринимал попытки провести через Сенат проект реформы системы американского здравоохранения, которые оказались неудачными. Дэшл добился того, чтобы демократы проголосовали за невиновность Клинтона во время попытки его импичмента по делу о взаимоотношениях с Моникой Левински (Monica Lewinsky), однако впоследствии он заявлял, что осуждает президента.
В январе 2001 года, а также с июня 2001 по январь 2003 года Дэшл снова возглавлял демократическое большинство Сената. В октябре 2001 года ему было отправлено письмо со спорами сибирской язвы, при контакте с которым погибло двое сотрудников почтового отделения, а также пострадали несколько сотрудников аппарата сенатора. При Дэшле Сенат, несмотря на преимущество демократов, принял ряд предложенных президентом Джорджем Бушем инициатив по сокращению налогов и вторжению в Ирак в 2003 году. Сам Дэшл выступал против войны в Ираке, чем навлек на себя критику республиканцев, которые обвиняли его в недостатке патриотизма, а также сравнивали с Саддамом Хусейном.
В 2003 году демократы потеряли большинство в Сенате, после чего Дэшл вновь стал лидером демократического меньшинства. Дэшл отказался от участия в президентских выборах 2004 года, хотя ходили слухи о том, что он собирался на них баллотироваться и баллотировался на выборах в Сенат от Южной Дакоты в 2004 году и проиграл их республиканцу Джону Тьюну (John Thune), причем перевес последнего составил всего доли процента.
Дэшл был одним из немногих сторонников предложения Буша о разрешении слежки за гражданами США в рамках войны с терроризмом. Кроме того, он выступал за создание системы здравоохранения в США с обязательным всеобщим медицинским страхованием.
Лишившись места в Сенате Дэшл пришёл на работу в юридическую контору Alston & Bird и лоббировал в Конгрессе интересы американских фармацевтических компаний, в числе которых были CVS Caremark, Abbott Laboratories, HealthSouth и др.. Примечательно, что Дэшл не был зарегистрирован как лоббист и свою деятельность называл консультированием указанных компаний, хотя с января по сентябрь 2008 года Alston & Bird получила от различных фирм около 5,8 миллионов долларов США, причем, как писала пресса, именно за услуги Дэшла.
Дэшл отказался от участия в выборах президента США в 2008 году и поддержал кандидата от демократов Барака Обаму. Дэшл впервые работал с Обамой ещё в 2004 году, когда афроамериканец избирался в Сенат от штата Иллинойс. Во время президентских выборов Дэшл консультировал Обаму по вопросам здравоохранения. После победы Обамы Дэшл был выдвинут на пост министра здравоохранения и социального обеспечения США. Эксперты приветствовали выбор Обамы, однако республиканцы критиковали Дэшла за лоббистскую деятельность и впоследствии затормозили процесс его утверждения в Сенате: причиной стало обвинение в неуплате налогов (около 140 тысяч долларов). Обвинения оказались настолько серьёзными, что 3 января 2009 года Дэшл был вынужден отказался от предложенной ему должности и извиниться перед Обамой и коллегами. Пресса отмечала, что налоговый скандал Дэшла нанес серьёзный урон репутации нового президента, обещавшего искоренить коррупцию и другие злоупотребления в политике США. В тот же день Обама заявил о том, что он ошибался, выбрав Дэшла на этот пост, и впредь он постарается таких промахов не допускать.
Дэшл входил в совет директоров исследовательского института (think tank) «Центр за Американский прогресс» (Center for American Progress), а также в консультационные советы компаний Intermedia Partners, BP America Inc.. Помимо этого, Дэшл был членом советов директоров Mayo Clinic, CB Richard Ellis, Mascoma, Prime BioSolutions и независимой организации по поддержке свободы слова Freedom Forum. Кроме того, Дэшл был членом Совета по международным отношениям.
В 2008 году Дэшл издал в соавторстве книгу по реформе системы здравоохранения в США: «Что мы сможем сделать с кризисом здравоохранения» (What We Can Do About the Health Care Crisis). В ней он предложил ввести для регулирования сферы здравоохранения структуру, подобную Федеральной резервной службе для финансового рынка. В 2003 году была издана ещё одна его книга «Like No Other Time», посвященная его работе в Конгрессе.

## Личная жизнь
Дэшл был дважды женат. Его первой супругой была Лори Клинкель (Laurie Klinkel), они познакомились в университете в политическом клубе и поженились в 1969 году. Лори помогала мужу в начале его политической карьеры, однако затем они развелись. В 1984 году Дэшл женился на Линде Холл (Linda Hall): она является влиятельным лоббистом интересов американских производителей авиационной техники, в правительстве Билла Клинтона возглавляла Федеральную администрацию по авиации.
От первого брака у Дэшла трое детей: дочери Келли (Kelly) и Линдси (Lindsay) и сын Натан (Nathan). Натан возглавляет Ассоциацию губернаторов-демократов.